# Tuberomastax siebersi
Tuberomastax siebersi är en insektsart som först beskrevs av Bolívar, C. 1944.  Tuberomastax siebersi ingår i släktet Tuberomastax och familjen Chorotypidae. Inga underarter finns listade i Catalogue of Life.